# Johann Karl Philipp Graf Cobenzl

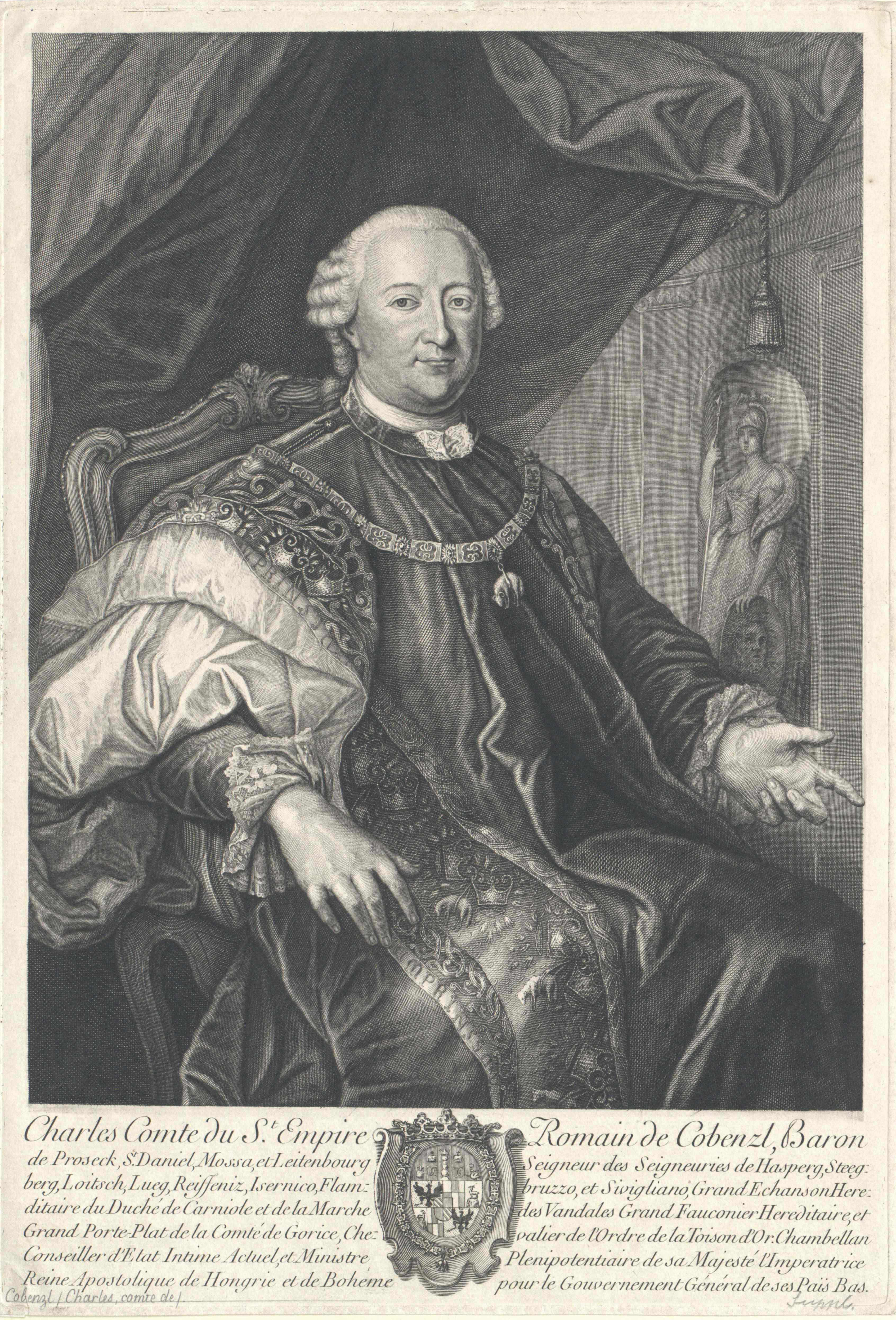
Johann Karl Philipp von Cobenzl

Johann Karl Philipp Graf Cobenzl, Freiherr zu Prosegg (heute Prosecco, Triest), Lueg (heute Höhlenburg Predjama), Leittenburg und Mossau (Mossa) (* 21. Juli 1712 in Laibach; † 27. Januar 1770 in Brüssel), war ein österreichischer Diplomat und Minister, zudem Gründer der Literarischen Gesellschaft, der Vorgängerorganisation der heutigen Königlichen Akademie der Wissenschaften und Schönen Künste von Belgien.

## Leben
Er wurde als drittes von sieben Kindern des k. k. Kämmerers Johann Caspar II. Graf Cobenzl (1664–1742), aus dem uradeligen Kärntner Adelsgeschlecht Cobenzl, und seiner ihm 1708 angetrauten zweiten Ehefrau Carolina Sophia, Gräfin von Rindsmaul (1682–1756), geboren.
Er trat sehr früh in den diplomatischen Dienst des Habsburgerreiches, wurde 1730 Kämmerer Kaiser Karls VI., 1735 kaiserlicher Reichshofrat und 1746 Geheimer Rat. Im April 1748 leitete er als kaiserlicher Wahlkommissar die Verhandlungen in Mainz, aus denen am 22. April 1748 Graf Johann Friedrich Karl von Ostein als Kurfürst hervorging. Als kaiserlicher Geheimer Rat war er Gesandter und Minister beim kur- und oberrheinischen, fränkischen, schwäbischen und westfälischen Reichskreis. Vergebens bemühte er sich 1749, den Kurfürsten von Mainz auch zum Bischof von Würzburg wählen zu lassen.
1753 erhielt er die Stelle als Kämmerer und bevollmächtigter Staatsminister in den österreichischen Niederlanden und damit die Leitung der Verwaltung unter Prinz Karl Alexander von Lothringen. In Brüssel gründete er 1769 eine Literarische Gesellschaft (Société littéraire), die sich drei Jahre später zur Königlichen Akademie der Wissenschaften und Schönen Künste in Brüssel (heutige Königlichen Akademie Belgiens) wandelte.

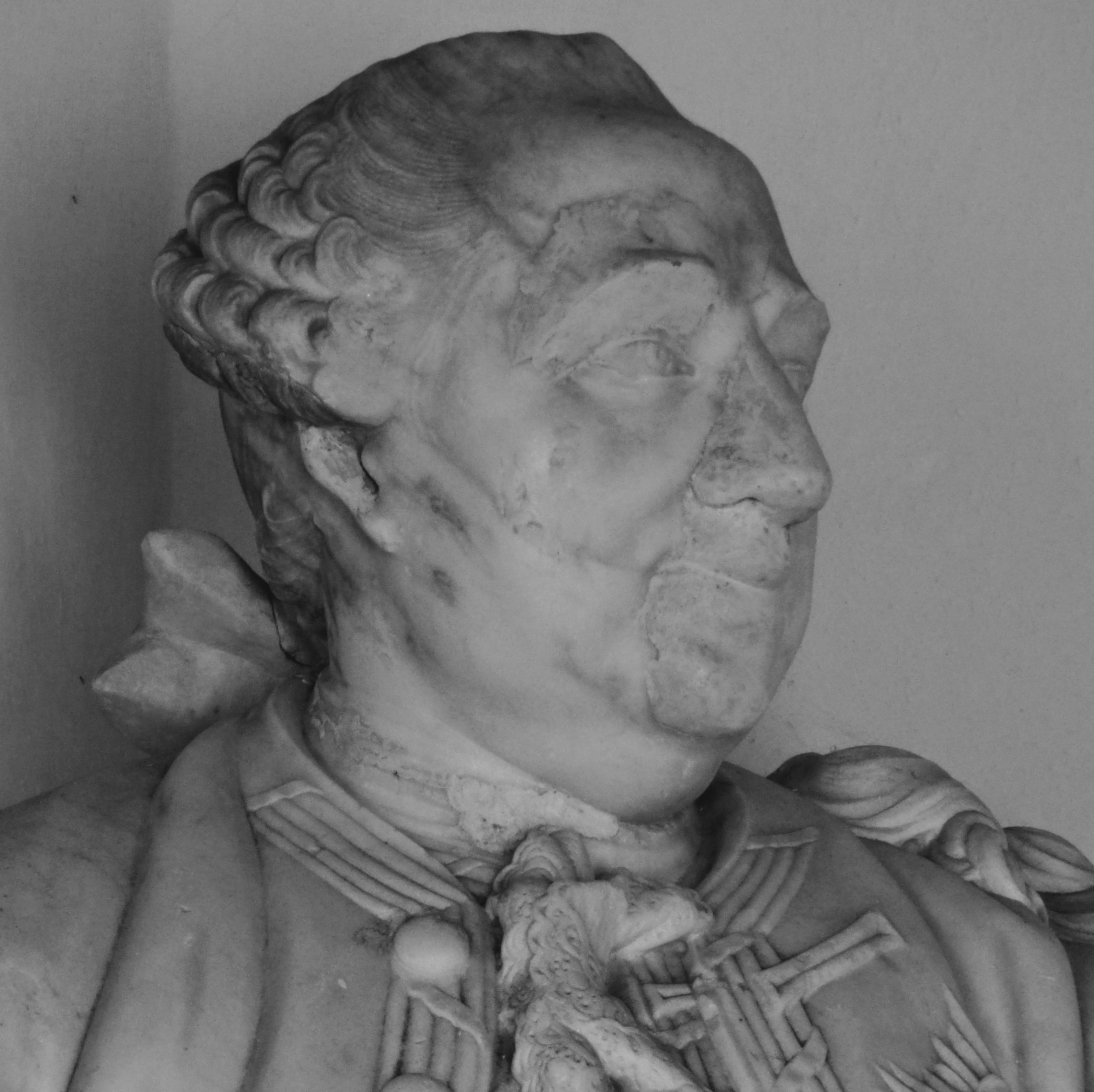
Karl Cobenzl-Büste von Augustin Ollivier (1739–1788)

Er starb noch im Amt am 27. Januar 1770 in Brüssel. Seine Freigebigkeit hatte seine privaten Finanzen so zerrüttet, dass Kaiserin Maria Theresia zweimal seine Schulden beglich und seiner Witwe Maria Theresia (1719–1771) eine Staatsunterstützung gewährte. Diese, eine geborene Gräfin Pálffy, hatte er am 24. November 1734 geehelicht; aus der Ehe gingen zehn Kinder hervor.
Seine Kunstsammlung gelangte bald nach seinem Tod ins Eremitage-Museum von St. Petersburg.

## Würdigung
„Die Liebenswürdigkeit seines Benehmens, der Schutz, den er Künsten und Wissenschaften, nicht minder dem Ackerbau und Handel zu Theil werden ließ, haben ihm ein ehrenvolles Andenken gesichert.“ (ADB)

## Ehrung
- 1759 Ritter vom Orden vom Goldenen Vlies
- Großkreuz-Ritter des Königlich-Ungarischen Sankt Stephans-Orden